# Bureau d'examen des édifices fédéraux du patrimoine
Le bureau d'examen des édifices fédéraux du patrimoine (anglais: Federal Heritage Buildings Review Office) (BEÉFP) a été créé en 1982, après que le Gouvernement du Canada aie adopté une politique interne sur la gestion des bâtiments du patrimoine. Aujourd'hui, le patrimoine fédéral est intégré à la Politique sur la gestion des biens immobiliers fédéraux du Conseil du Trésor du gouvernement du Canada.

## History
Le BEEFP a été créé en partie parce que le gouvernement fédéral n'avait pas mis en place de mesures de protection du patrimoine, alors que les provinces avaient adopté des lois sur le patrimoine plus sévères au milieu des années 1970. Dirigée par Parcs Canada et un comité parlementaire sur le patrimoine, une politique a été rédigée et approuvée par le Cabinet en 1982. Le Cabinet a affecté des fonds provenant du budget de Parcs Canada à la gestion du BEEFP. Un système d'évaluation novateur a été mis au point par Hal Kalman, architecte principal de la conservation du patrimoine.
Depuis 1982, environ 3 % du parc immobilier du gouvernement fédéral est protégé par la politique (plus de 1 300 immeubles). La majorité des édifices fédéraux du patrimoine appartiennent à Parcs Canada, mais d'importants biens immobiliers sont gérés par le ministère de la Défense nationale, Travaux publics et Services gouvernementaux Canada et le ministère des Pêches et des Océans.
Au cours des dernières années, le Bureau a joué un rôle clé dans la protection et la conservation des édifices les plus importants du pays sur la colline du Parlement, à Ottawa.